# Czarny poniedziałek (1987)

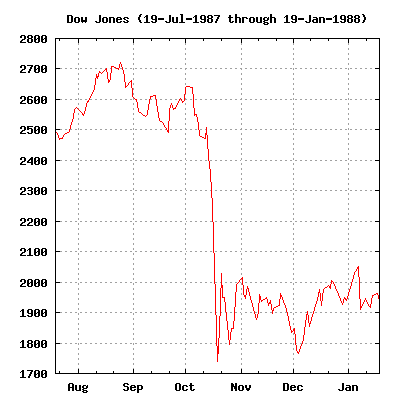
DJIA (19 lipca 1987- 19 stycznia 1988)

Czarny poniedziałek (1987) – dzień 19 października 1987 roku, kiedy wskaźnik giełdy nowojorskiej Dow Jones Industrial Average gwałtownie spadł o 508 punktów (22 procent), a wraz z nim inne indeksy giełdowe na całym świecie. Do końca października giełda w Hongkongu spadła o 45,8%, w Australii o 41,8%, w Hiszpanii o 31%, Wielkiej Brytanii o 26,4% i w Kanadzie 22,5%.
Był to największy na dzień zdarzenia spadek procentowy w historii tego indeksu. Niektóre źródła mylnie podają, jakoby największy spadek procentowy miał nastąpić w sobotę 12 grudnia 1914 roku, tj. w dniu, kiedy wznowiono notowania na giełdzie w Nowym Jorku po czteroipółmiesięcznej przerwie spowodowanej wybuchem I wojny światowej. W rzeczywistości w tym dniu giełda odnotowała wzrost, zaś rzekomy spadek DJIA o 24,39% jest skutkiem rekonstrukcji indeksu w 1916, kiedy to dokonano wstecznego przeliczenia. 